# Ashis Nandy

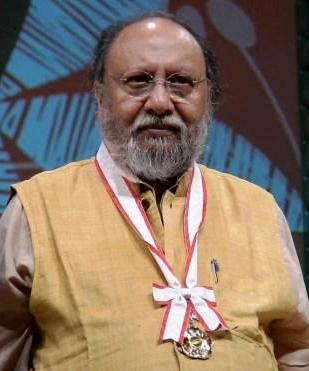
Ashis Nandy, 2007

Ashis Nandy (Bengali: আশিস নন্দী; geb. 1937) ist ein indischer Psychologe, Sozialtheoretiker, Gesellschaftskritiker und Menschenrechtler. Der als klinischer Psychologe und Psychoanalytiker ausgebildete Nandy hat zahlreiche, auch in westlichen Ländern rezipierte kritische Analysen zum europäischen Kolonialismus und westlichen Verständnissen von Entwicklung, Moderne und Säkularismus vorgelegt. In Indien selbst ist er als vehementer Gegner jeglicher Formen des Fundamentalismus, insbesondere des hindu-fundamentalistischen Konzepts der „Hindutva“ hervorgetreten. Seine damit einhergehenden Analysen zum Zusammenhang von Staat, Politik und Gewalt haben weit über Indien hinaus Relevanz. Darüber hinaus hat Nandy im Rahmen seiner Cultural Studies ein originelles historisches Profil zum Beispiel des indischen kommerziellen Kinos und des Cricketspiels gezeichnet.
Von 1992 bis 1997 war Ashis Nandy Direktor des Centre for the Study of Developing Societies (CSDS) in Delhi. Heute ist er Senior Honorary Fellow am Institut und Vorsitzender des Committee for Cultural Choices and Global Futures. 2007 erhielt er den japanischen Fukuoka Asian Culture Prize für seine Verdienste um den Erhalt der asiatischen Kultur. 2008 listete ihn das Foreign Policy Magazine unter den „Top 100 Public Intellectuals“. 2019 wurde er vom Hans Kilian und Lotte Köhler Centrum an der Ruhr-Universität Bochum für sein Lebenswerk mit dem Hans-Kilian-Preis geehrt.

## Familie und Kindheit
Nandy wurde 1937 in eine bengalische christliche Familie in Bhagalpur, im Bundesstaat Bihar, geboren. Er ist der älteste von drei Söhnen von Satish Chandra Nandy und Prafulla Nalini Nandy. Seine Brüder sind Pritish Nandy und Manish Nandy. Später zog die Familie nach Kalkutta, wo Nandys Mutter Lehrerin an der La Martiniere School war und später die erste indische Vizepräsidentin der Schule wurde. Als er 10 Jahre alt war, wurde das damalige Britisch-Indien in die beiden souveränen Länder Indien und Pakistan geteilt. Nandy erlebte die Zeit der Konflikte und Gräueltaten, die im Zuge der Teilung folgten und mit denen er sich auch in seinem späteren wissenschaftlichen Werk intensiv auseinandersetzte.

## Ausbildung und akademischer Werdegang
Ashis Nandy begann ein Medizinstudium, legte es aber nieder und studierte Sozialwissenschaften am Hislop College in Nagpur. Später absolvierte er einen Master-Abschluss in Soziologie. Sein akademisches Interesse galt jedoch zunehmend der klinischen Psychologie und er promovierte in Psychologie an der Gujarat University in Ahmedabad. Nandy trat als junges Mitglied dem Centre for the Study of Developing Societies (CSDS) in Delhi bei. Dort entwickelte er seine eigene Integration von klinischer Psychologie und Soziologie. Inzwischen wurde er von einer Reihe von Universitäten und Forschungseinrichtungen im Ausland eingeladen, als Referent und als Fellow. Von 1992 bis 1997 war er Direktor des CSDS. Er ist seit langem auch Mitglied des Editorial Boards von Public Culture, einer von Duke University Press veröffentlichten Zeitschrift.
Nandy hat eine Reihe von Menschenrechtsberichten mitverfasst und ist aktiv in sozialen Bewegungen für Frieden, alternative Wissenschaften und Technologien sowie das Überleben kultureller Errungenschaften engagiert. Dies zeigt sich u. a. in seinen Mitgliedschaften in den Executive Councils der World Futures Studies Federation, der Commonwealth Human Rights Initiative, des International Network for Cultural Alternatives to Development und der People’s Union for Civil Liberties. Nandy war Woodrow Wilson Fellow am Wilson Center, Washington, D.C., Charles Wallace Fellow an der University of Hull und Fellow des Institute for Advanced Studies in Humanities, University of Edinburgh. 1994 übernahm er den ersten UNESCO-Lehrstuhl am Center for European Studies der Universität Trier. Im Jahr 2006 wurde er National Fellow des Indian Council of Social Science Research.